# Cinq pièces faciles
Cinq pièces faciles (W32) is een compositie van Igor Stravinsky voor piano duet (met een eenvoudige rechterhand), gecomponeerd in 1916-1917 in Morges in Zwitserland en opgedragen 'à Madame Eugenia Errázuriz – hommage très respectueux'.
Het werk bestaat uit de volgende delen:
1. Andante
2. Espanola
3. Balalaika
4. Napolitana
5. Galop

Rond 1916 hadden Stravinsky's kinderen Theodore en Mika voldoende muzikale voortgang gemaakt om Stravinsky te doen besluiten een paar pianoduetten te schrijven met een eenvoudige rechterhand. Het werk bestaat uit eenvoudige melodieën, regelmatig verdubbeld in de octaaf. Eenvoudige toonsoorten zijn gekozen met zo weinig mogelijk voortekens; elk moeilijker gedeelte is in de bas (de linkerhand) gelegd.
Stravinsky heeft zijn acht piano duetten, de Cinq pièces faciles en zijn Trois pièces faciles, bewerkt tot twee suites voor klein orkest, de Suite nr. 1 en de Suite nr. 2. 

## Oeuvre
Zie het Oeuvre van Igor Stravinsky voor een volledig overzicht van het werk van Stravinsky.